# فائز أحمد (لاعب كريكت)
فائز أحمد (21 يونيو 1978 بحيدر آباد في الهند - ) هو لاعب كريكت هندي.

## وصلات خارجية
- فائز أحمد على موقع إي آس بي آن كريك إنفو (الإنجليزية)